# Remo nos Jogos Olímpicos de Verão de 2016 - Skiff quádruplo feminino
As provas do skiff quádruplo feminino nos Jogos Olímpicos de 2016 decorreram entre 6 e 11 de agosto na Lagoa Rodrigo de Freitas, Rio de Janeiro.

## Formato da competição
As competições de remo desenrolaram-se em formato de rondas, dependendo de quantas embarcações estavam inscritas. Cada regata teve um máximo de seis embarcações participantes, desenrolando-se ao longo de 2000 metros. No skiff quádruplo feminino, com sete embarcações, as vencedoras de cada regata qualificatória seguiram diretamente para a final (disputa pelas medalhas), e as restantes disputaram vagas adicionais na repescagem (apuraram as quatro primeiras dessa regata).

## Medalhistas
Na final, a embarcação da Alemanha foi campeã olímpica superando a quádrupla dos Países Baixos (prata). Já o bronze foi ganho pela embarcação da Polônia.
|  | GER Alemanha                                          |  | NED Países Baixos                                           |  | POL Polônia                                                         |
|  | Annekatrin Thiele Carina Bär Julia Lier Lisa Schmidla |  | Chantal Achterberg Nicole Beukers Inge Janssen Carline Bouw |  | Maria Springwald Joanna Leszczyńska Agnieszka Kobus Monika Ciaciuch |

## Calendário
Os horários são pelo fuso de Brasília (UTC−3).
| Data                       | Hora  | Ronda           |
| -------------------------- | ----- | --------------- |
| Sábado, 6 de agosto        | 13:10 | Qualificatórias |
| Segunda-feira, 8 de agosto | 08:40 | Repescagem      |
| Quinta-feira, 11 de agosto | 10:24 | Final           |

## Resultados
Estes foram os resultados da competição:

### Qualificatórias
As vencedoras de cada regata seguiram directamente para a final, as restantes foram para a ronda de repescagem.

#### Qualificatória 1
| Pos. | Remadoras                                                                 | País              | Tempo   | Notas |
| ---- | ------------------------------------------------------------------------- | ----------------- | ------- | ----- |
| 1    | Daryna Verkhohliad Olena Buryak Anastasiya Kozhenkova Yevheniya Nimchenko | UKR Ucrânia       | 6:35.48 | FA    |
| 2    | Jessica Hall Kerry Hore Jennifer Cleary Madeleine Edmunds                 | AUS Austrália     | 6:37.43 | R     |
| 3    | Chantal Achterberg Nicole Beukers Inge Janssen Carline Bouw               | NED Países Baixos | 6:38.58 | R     |
| 4    | Zhang Ling Jiang Yan Wang Yuwei Zhang Xinyue                              | CHN China         | 6:40.21 | R     |

#### Qualificatória 2
| Pos. | Remadoras                                                           | País               | Tempo   | Notas |
| ---- | ------------------------------------------------------------------- | ------------------ | ------- | ----- |
| 1    | Annekatrin Thiele Carina Bär Julia Lier Lisa Schmidla               | GER Alemanha       | 6:30.86 | FA    |
| 2    | Maria Springwald Joanna Leszczyńska Agnieszka Kobus Monika Ciaciuch | POL Polônia        | 6:33.43 | R     |
| 3    | Grace Latz Tracy Eisser Megan Kalmoe Adrienne Martelli              | USA Estados Unidos | 6:40.78 | R     |

### Repescagem
As primeiras quatro embarcações asseguraram as restantes vagas na final.
| Pos. | Remadoras                                                           | País               | Tempo   | Notas |
| ---- | ------------------------------------------------------------------- | ------------------ | ------- | ----- |
| 1    | Chantal Achterberg Nicole Beukers Inge Janssen Carline Bouw         | NED Países Baixos  | 6:24.61 | FA    |
| 2    | Maria Springwald Joanna Leszczyńska Agnieszka Kobus Monika Ciaciuch | POL Polônia        | 6:25.49 | FA    |
| 3    | Zhang Ling Jiang Yan Wang Yuwei Zhang Xinyue                        | CHN China          | 6:28.49 | FA    |
| 4    | Grace Latz Tracy Eisser Megan Kalmoe Adrienne Martelli              | USA Estados Unidos | 6:28.54 | FA    |
| 5    | Jessica Hall Kerry Hore Jennifer Cleary Madeleine Edmunds           | AUS Austrália      | 6:28.60 |       |

### Final
| Pos.              | Remadoras                                                                 | País               | Tempo   | Notas |
| ----------------- | ------------------------------------------------------------------------- | ------------------ | ------- | ----- |
| Medalha de ouro   | Annekatrin Thiele Carina Bär Julia Lier Lisa Schmidla                     | GER Alemanha       | 6:49:39 |       |
| Medalha de prata  | Chantal Achterberg Nicole Beukers Inge Janssen Carline Bouw               | NED Países Baixos  | 6:50:33 |       |
| Medalha de bronze | Maria Springwald Joanna Leszczyńska Agnieszka Kobus Monika Ciaciuch       | POL Polônia        | 6:50:86 |       |
| 4                 | Daryna Verkhohliad Olena Buryak Anastasiya Kozhenkova Yevheniya Nimchenko | UKR Ucrânia        | 6:56:09 |       |
| 5                 | Grace Latz Tracy Eisser Megan Kalmoe Adrienne Martelli                    | USA Estados Unidos | 6:57:67 |       |
| 6                 | Zhang Ling Jiang Yan Wang Yuwei Zhang Xinyue                              | CHN China          | 6:59:45 |       |